# Kōzan-ji
Kōzan-ji (高山寺 'Kōzan-ji'?), también conocido como Kōsan-ji y Toganō-dera, es un templo budista perteneciente a la secta Omuro del Budismo shingon, situado en Umegahata Toganōchō, Ukyō-ku, Kioto, Japón. Fue construido por el monje Shingon Myōe (1173 – 1232) y alberga numerosos tesoros nacionales y demás objetos de importancia cultural. Chōjū-jinbutsu-giga, una serie de pinturas satíricas realizadas en tinta que datan de los siglos XII y XIII, es uno de los tesoros más importantes de Kōzan-ji. El templo celebra Biyakkōshin, Zenmyōshin y Kasuga Myōjin, además de la deidad sintoísta principal. En 1994, fue registrado como Patrimonio de la Humanidad de la UNESCO como parte de los "Monumentos históricos de la antigua Kioto".

## Historia

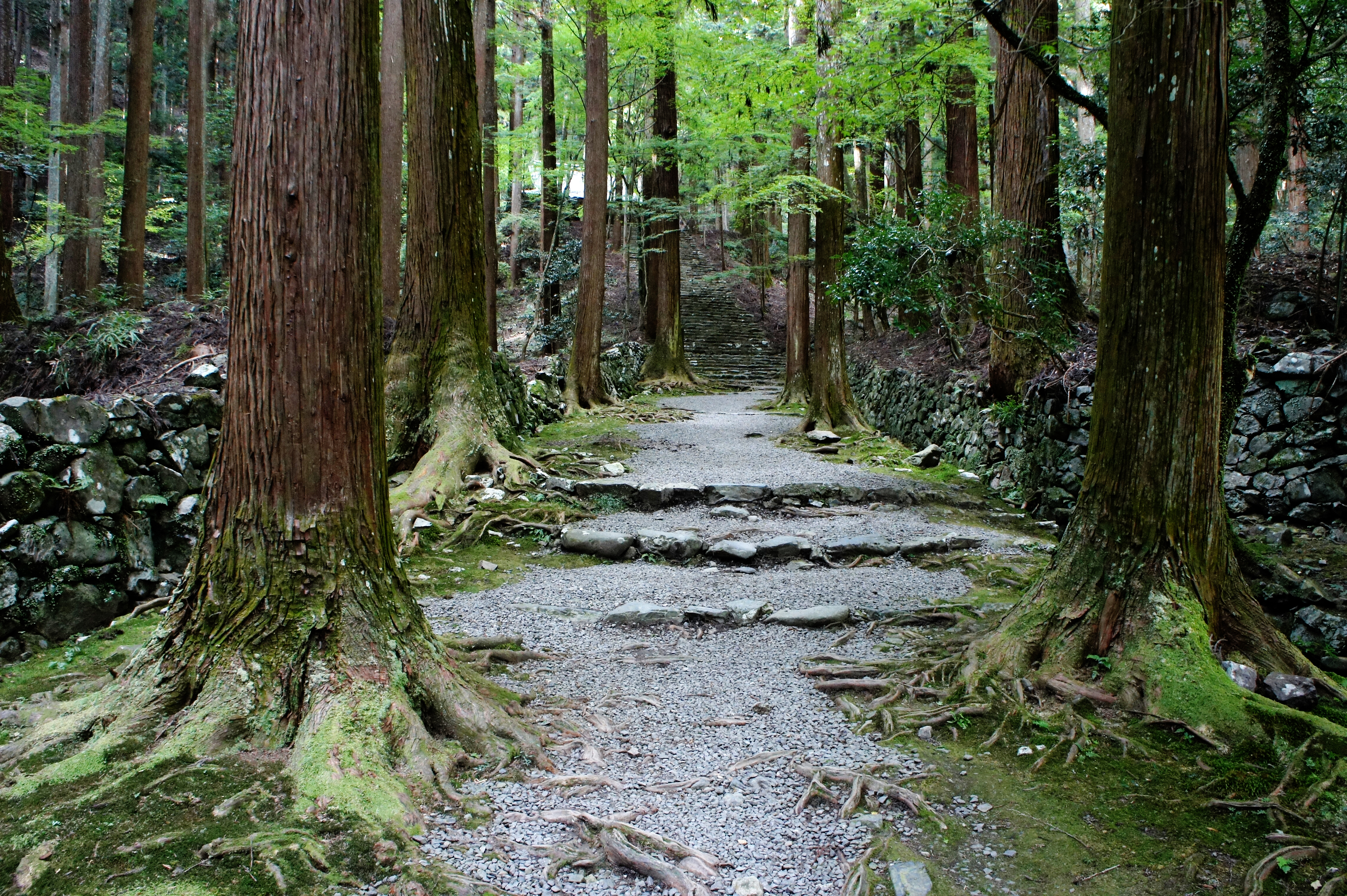
Camino al Salón Dorado

Togano, situado en una zona montañosa detrás del templo Jingo-ji, se considera un sitio ideal para el ascetismo de montaña, y a lo largo de la historia han existido numerosos pequeños templos en la zona. Además de Kōzan-ji, otros templos del área incluyen a Toganoo-ji (度賀尾寺?) y Toganoo-bō (都賀尾坊?). Según cuenta una leyenda local, ambos templos fueron erigidos por orden del emperador Kōnin en 774, aunque este dato no ha podido comprobarse.
En 1206, Myōe, un sacerdote budista Kegon que residía cerca de Jingo-ji, obtuvo las tierras necesarias para construir un templo tras haber efectuado un pedido ante el emperador Go-Toba. Eligió el nombre Hiidetemazukousanwoterasuyama-no-tera (日出先照高山之寺?), proveniente de una línea de la Sutra de la guirnalda: "Cuando aparece el sol, primero arroja su luz sobre la montaña más alta". (日、出でて、まず高き山を照らす hi, idete, mazu takakiyama wo terasu?).
El templo fue destruido en varias ocasiones por efecto del fuego y las guerras que azotaron la zona. El edificio más antiguo de la región que aún sigue en pie es Sekisui-in (石水院?), que data del período Kamakura.

## Descripción

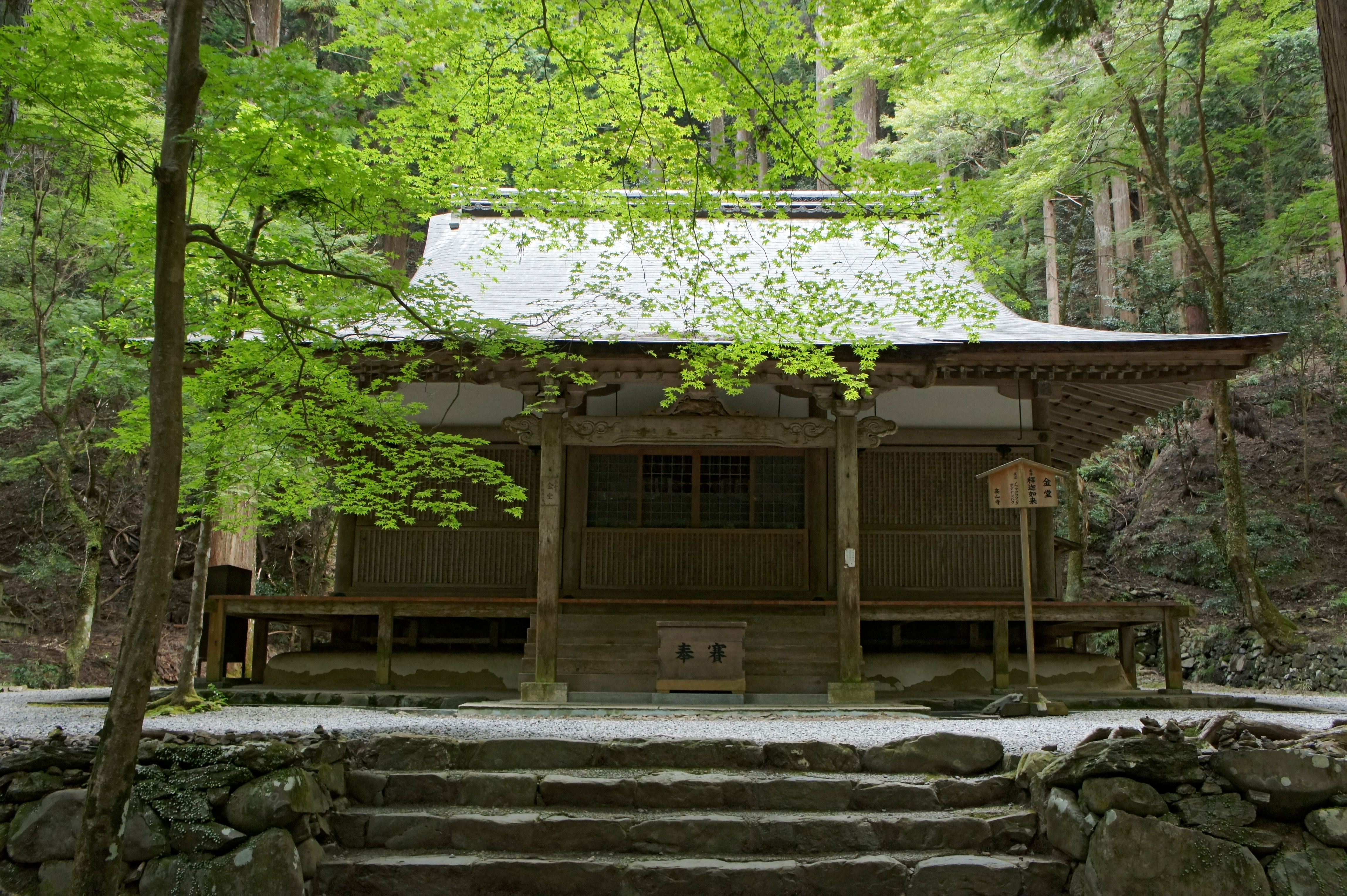
Salón Dorado.

Jingo-ji alberga un diagrama de Kōzan-ji que fue creado en 1230, aproximadamente veinte años después de su construcción. Este diagrama se considera un objeto de propiedad cultural de gran importancia, porque muestra la organización original del templo. A partir del esquema, puede extraerse que Kōzan-ji, al momento de su construcción, consistía en una gran puerta, un salón principal, una pagoda de tres pisos, un salón dedicado a Amitabha, otro creado en honor a Lohan, un campanario, un salón de las Escrituras y un santuario sintoísta dedicado a la deidad de la zona. Sin embargo, todos estos edificios han sido destruidos, excepto por el salón de las Escrituras, que pasó a conocerse como Sekisui-in.
Además de Sekisui-in, Kōzan-ji contiene un salón principal (que solía formar parte de Ninna-ji) y otro salón dedicado al fundador del templo, que contiene un busto de madera tallada de Myōe. Estos dos edificios, sin embargo, son reconstrucciones modernas.

## Propiedades Culturales
El templo posee numerosos Tesoros Nacionales y Propiedades Culturales de Importancia; sin embargo, la mayoría se encuentran a préstamo en museos de Kioto y Tokio. 

### Tesoros Nacionales

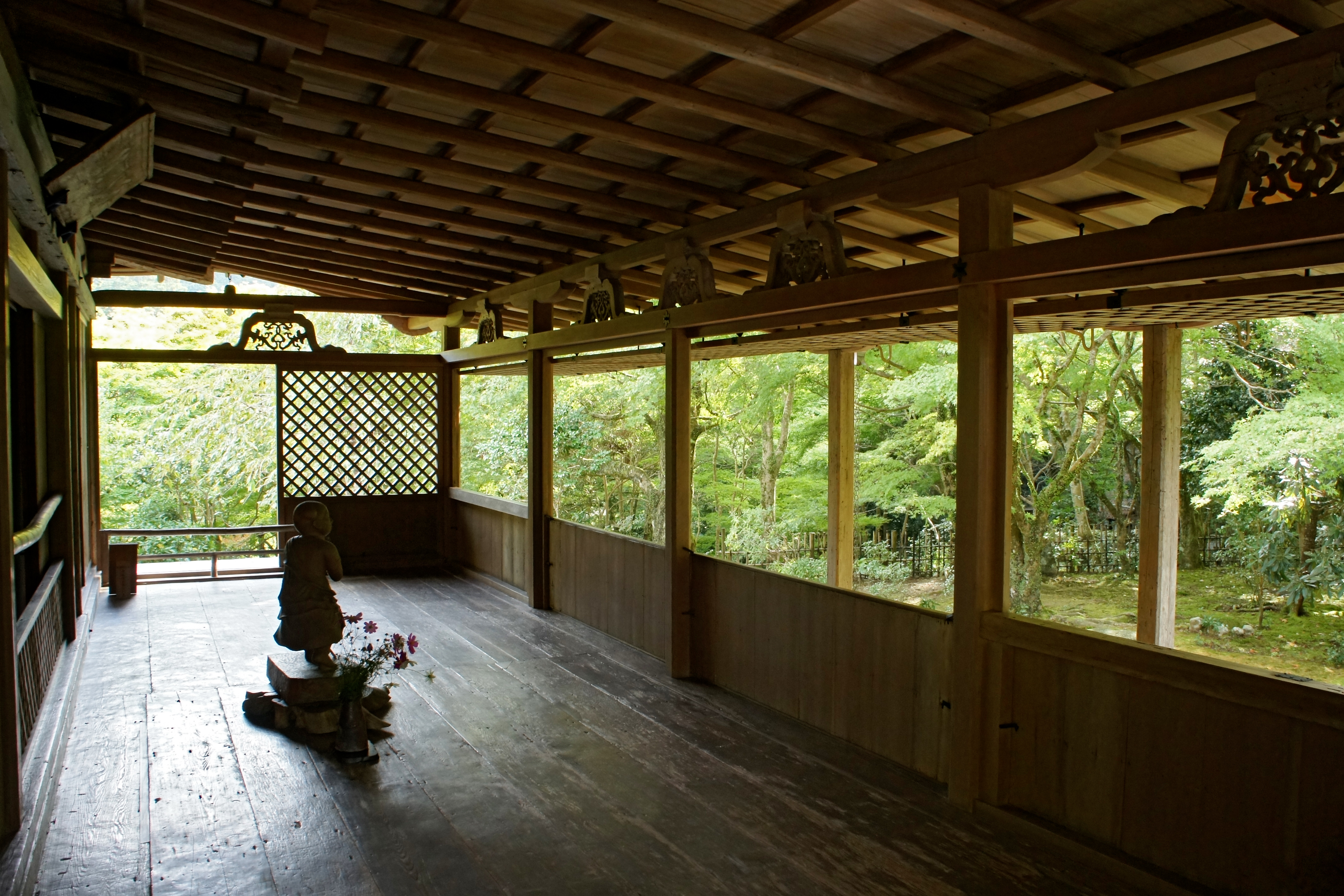
Sekisui-in.

- Sekisui-in - construido durante el período Kamakura. Estilo Irimoyazukuri, con un techo con gablete y tejas
- Chōjū-jinbutsu-giga
- Kegon-shū Soshi Eden (華厳宗祖師絵伝?) - creada durante el período Kamakura, este rollo de pinturas representa las vidas de los fundadores Kegon coreanos Uisang y Wonhyo.
- Myōe Shōnin-zō (明恵上人像?) - un retrato de Myōe también conocido como Jujō Zazen-zō (樹上座禅像?) y que data del período Kamakura. A diferencia de la imagen estándar de un monje budista, esta pintura representa a un Myōe diminuto rodeado por montañas.
- Butsugen Butsumo-zō (仏眼仏母像?) - un retrato creado sobre finales del siglo XII, en el período Kamakura.
- Yupian (玉篇 gyokuhen?) - una copia de un diccionario de caracteres chinos perteneciente a la dinastía Tang y creado durante la dinastía Liang. Es el diccionario de caracteres chinos más antiguo de Japón.
- Tenrei Banshō Meigi (篆隷万象名義?) - considerada la única copia de un antiguo diccionario de kanjis compilado por Kūkai. Fue copiado en 1114.
- Meihō-ki (冥報記?) - un manuscrito del período Tang que contiene historias budistas. Es la copia más antigua que se conoce, ya que no se registran otras en China.

### Propiedades Culturales de Importancia
Un gran número de edificios, rollos de pinturas, grabados, mobiliario y antiguos escritos han sido registrados como Propiedades Culturales de Importancia. Los más significativos de la lista son los siguientes: 

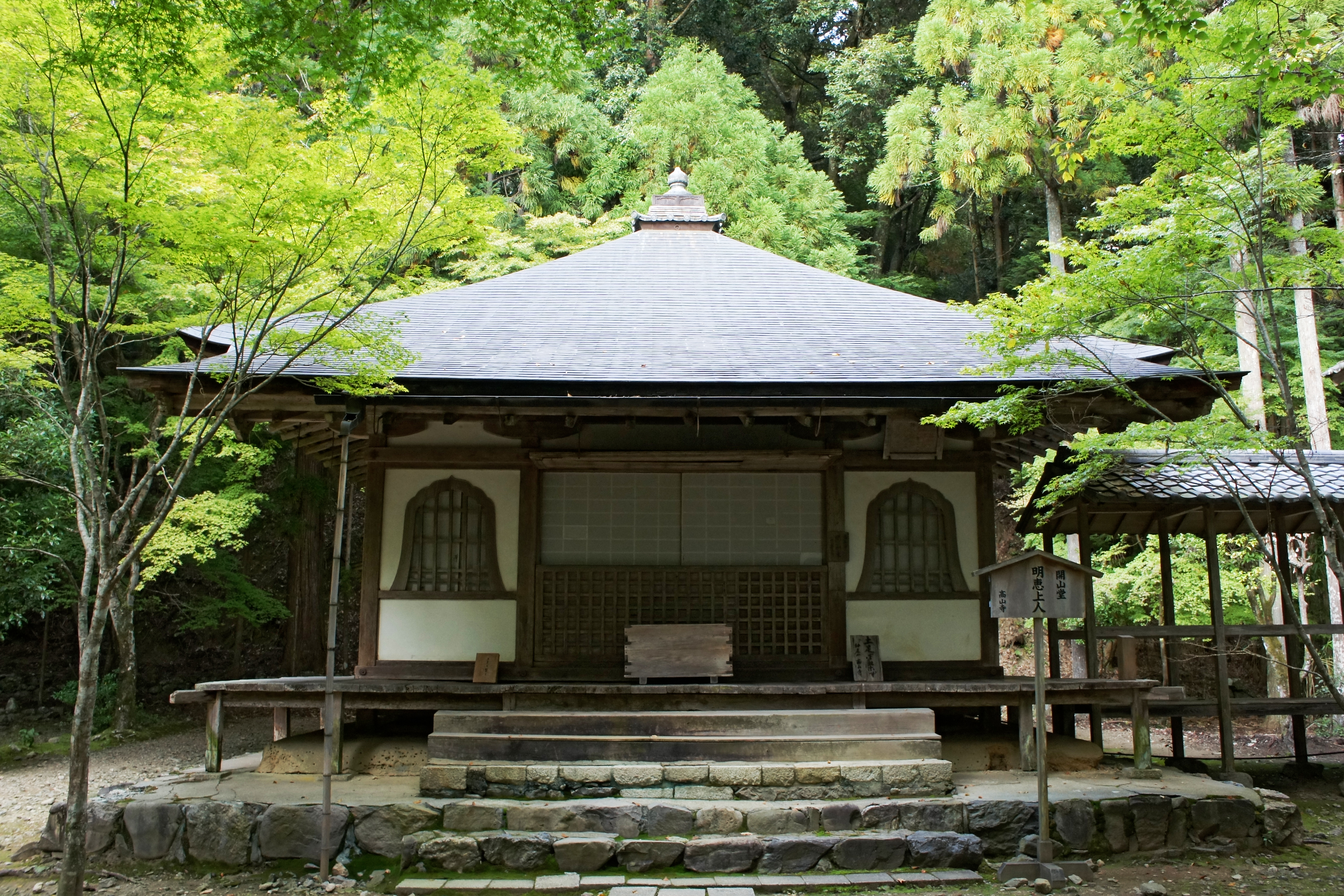
Salón de los Fundadores.

- Salón de los Fundadores (Kaizandō)
- Una estatua de madera laqueada de Bhaisajyaguru, creada hacia finales del período Nara. Solía ser el centro de un sanzonzō (un trío de estatuas budistas con la imagen primaria en el centro y rodeada por dos figuras adyacentes). Las figuras adyacentes fueron retiradas durante el período Meiji. La imagen de Suryaprabha puede encontrarse en el Museo Nacional de Tokio, mientras que la de Chandraprabha se encuentra en el museo universitario de la Universidad Nacional de Bellas Artes y Música de Tokio.
- Una estatua de madera de Myoe creada durante el período Kamakura, situada en el Salón de los Fundadores.
- Un par estatuas de venados de madera pertenecientes al período Kamakura. Estas estatuas, de un venado macho y una hembra, fueron construidas para parecerse a komainu, las estatuas de leones que custodian la entrada de los santuarios sintoístas. Los venados son mensajeros de Kasuga Myōjin, el dios del templo, y como tales, se cree que las estatuas fueron erigidas frente al altar de dicho dios.
- Una estatua de Byakkoshin construida a principios del período Kamakura. Como indica su nombre, la estatua está pintada de blanco por completo, desde sus prendas hasta el pedestal. Se dice que el color blanco representa la nieve de los Himalayas.
- Una estatua de madera de Zenmyōshin construida a principios del período Kamakura. Gran parte de la pintura aún puede apreciarse, y esta estatua, junto con Biyakkō-shin, se consideran obra del célebre escultor budista Tankei.
- El archivo de documentos de Kōzan-ji, que contiene miles de escrituras y registros, algunos de los cuales datan del período Heian.
- Kōben Yume-no-Ki (高弁夢記?) - un registro de los sueños de Myōe entre 1196 y 1223. Se considera que sus sueños ejercieron una gran influencia sobre sus ideas religiosas.